# つつみ屋
つつみ屋（つつみや）は、串だんご、つつみ揚などを製造・販売している会社。仙台市を中心に十数店舗を展開している和菓子の老舗である。宮城県内及び他県でも店舗を展開している。団子は、あんこ、しょうゆ、ごま、くるみ、ずんだの全5種類。あん単独でも販売している。

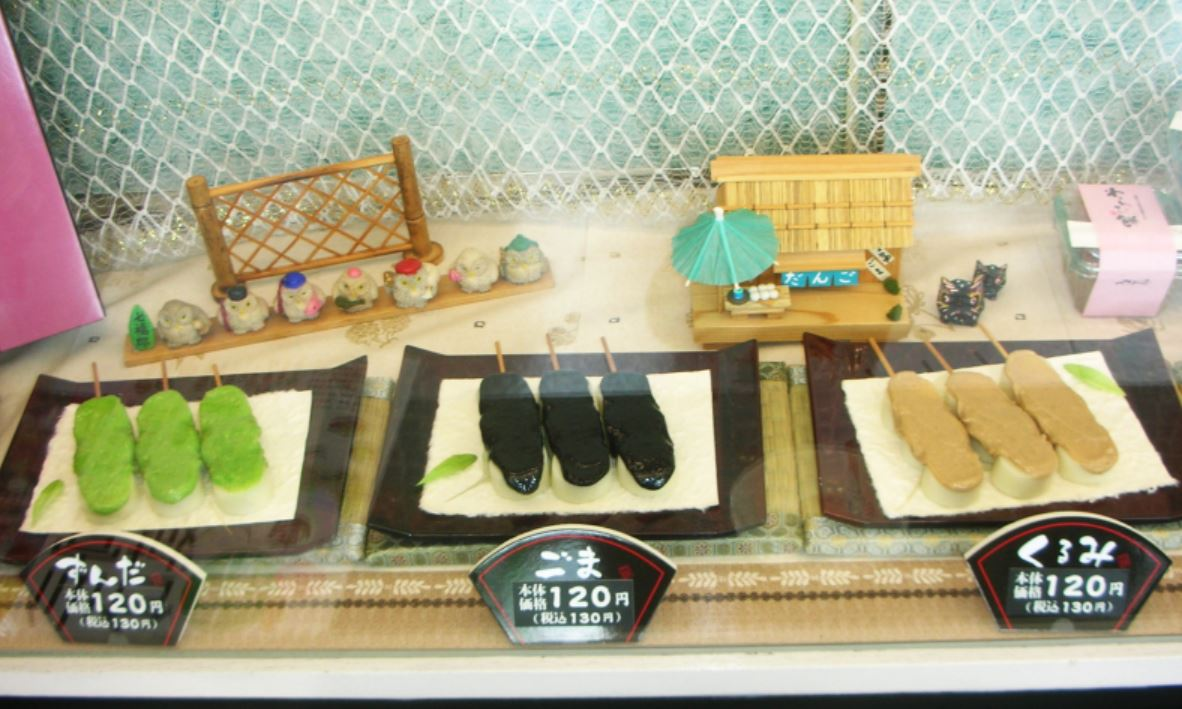
ずんだ・ごま・くるみ

## 沿革
- 1988年（昭和63年） - 創業。

## 本店所在地
- 仙台市青葉区落合2-13-12（北緯38度16分21.19秒 東経140度47分30.29秒 / 北緯38.2725528度 東経140.7917472度）

## 本店アクセス
- JR東日本陸前落合駅より徒歩5分

## その他の店舗
- 仙台作並店
- 仙台中山店
- 仙台田子店
- 仙台上杉店
- 多賀城店
- 名取店
- 塩竈店
- 天童店
- 相馬店
- 福島店
- その他